# Річкове прибережжя

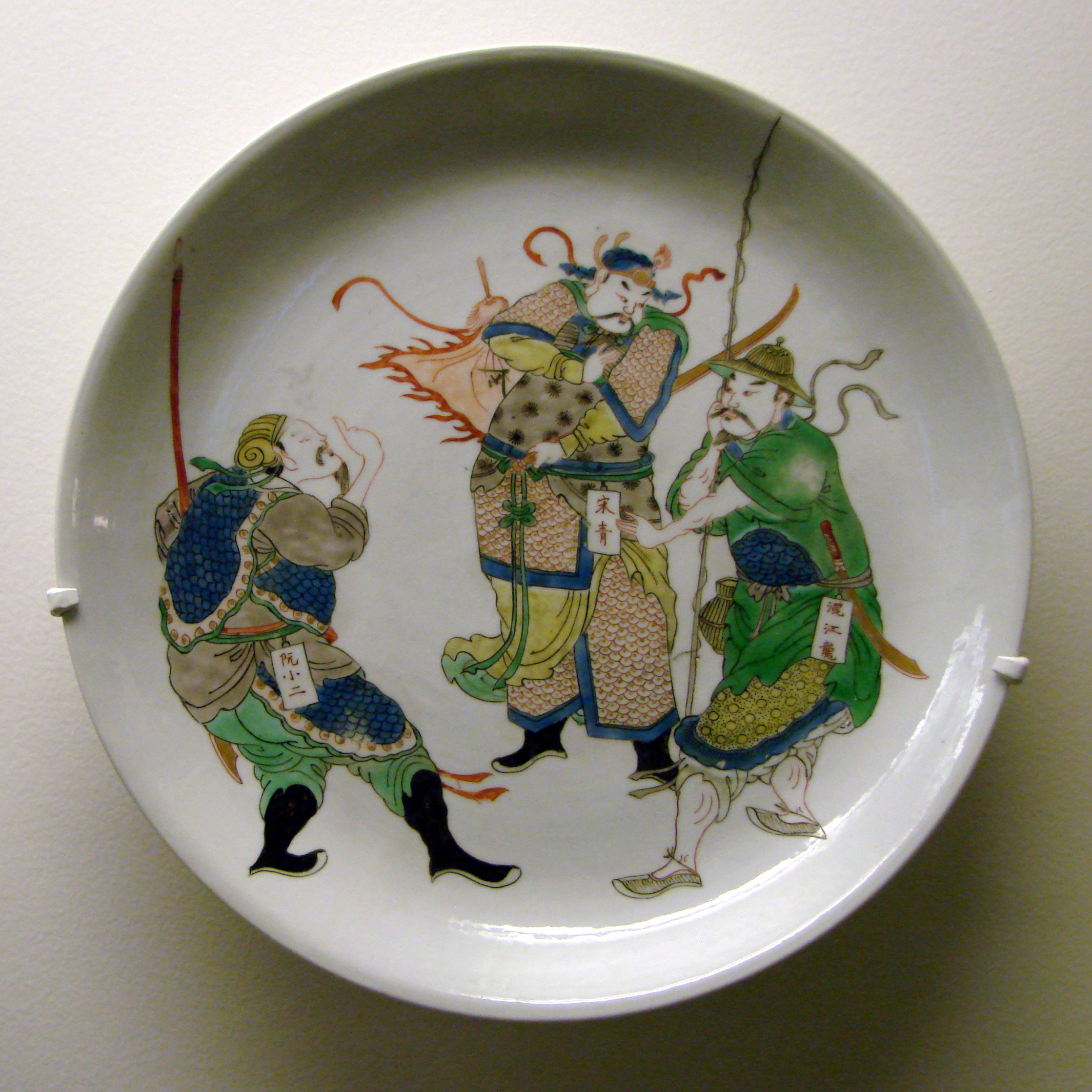
Порцелянове блюдце із зображенням на тему «Річкового прибережжя» (правління Кансі, XVIII століття).

«Річкове прибережжя» (кит. трад.: 水滸傳, спрощ.: 水浒传, піньїнь: shuǐ hǔ zhuàn, палл.: Шуй ху чжуань) — китайський роман XV століття, заснований на народних оповідях про подвиги й пригоди 108 «шляхетних розбійників» із табору Ляншаньбо у час правління династії Сун. Автор — Ши Найань (кит. трад. 施耐庵; можливо, псевдонім Ло Гуаньчжуна). «Річкове прибережжя» — перший в історії роман в жанрі уся.
Переклади роману японською мовою (Suikoden) відомі з 1757 року. Вийшли також численні адаптації та парафрази роману. Ілюстрації до нього, у жанрі гравюр укійо-е виконали такі відомі автори як Кацусіка Хокусай та Цукіока Йосітосі.

## Екранізації
- Короткометражний німий фільм  «Річкове прибережжя[en]» (кит.: 水滸傳) (Гонконг, реж.  Чжан Чен, 1905).